# II. Száhib Giráj krími kán
II. Száhib Giráj (krími tatár: II Sahib Geray, ٢ صاحب كراى), (1726 – 1807) krími tatár kán, II. Devlet Giráj kán unokája.

## Élete
Száhib Giráj a Kaukázusban, a cserkeszeknél nevelkedett. 1770-ben kinevezték a perekopi erőd parancsnokának. Ekkor már javában dúlt az orosz-török háború, melyben a cári csapatok teljesen megszállták a Krím-félszigetet. A tatár nemzetségek kihasználták a lehetőséget, hogy megszüntethetik oszmán vazallus státusukat és elnyerhetik a függetlenséget. Az 1771-es kurultájon úgy döntöttek, hogy nem fogadják el uralkodójuknak a szultán által kinevezett Makszud Girájt, és helyette II. Száhibot választották kánnak.
1772-ben a kán – a nagy tatár klánok, mint a Sirin és Manszur nemzetség, és a vazallus nogáj tatárok támogatásával – aláírt egy szerződést az Orosz Birodalommal, melyben azok katonai és gazdasági segítséget ígértek. Két év múlva, a háborút lezáró békeszerződésben a Török Birodalom elismerte, és Oroszországgal közösen garantálta a Krími Kánság függetlenségét. A korábbi török birtokok (jórészt kikötővárosok a félsziget délkeleti részén) a kánság tulajdonába mentek át, Oroszország pedig megkapta Kercset. A tatárok időközben kezdtek elégedetlenkedni az orosz katonai jelenlét miatt és a kán is komoly kormányzási problémákkal küzdött, ugyanis a békeszerződés nem tért ki a kormányzás formájára, a kán jogaira és az állam Oroszországhoz fűződő viszonyára sem. Emiatt eluralkodott a káosz és sokan inkább visszatértek volna már a régi török szövetséghez. 1775-ben megérkezett a Krímre a szultán által támogatott IV. Devlet Giráj, Száhib pedig nem vállalta a polgárháborút, hanem elvonult Isztambulba, ahol III. Musztafa szultán háromezer piaszteres évjáradékot és birtokot adományozott neki Çatalcában. Itt élt még harminckét évig és 1807-ben meghalt.

## Fordítás
Ez a szócikk részben vagy egészben  a(z)   Сахиб II Герай című orosz Wikipédia-szócikk ezen változatának fordításán alapul.  Az eredeti cikk szerkesztőit annak laptörténete sorolja fel. Ez a jelzés csupán a megfogalmazás eredetét és a szerzői jogokat jelzi, nem szolgál a cikkben szereplő információk forrásmegjelöléseként.
| Előző uralkodó: Makszud Giráj | Krími kán 1771 – 1775 | Következő uralkodó: IV. Devlet Giráj |